# Draba asterophora
Draba asterophora är en korsblommig växtart som beskrevs av Edwin Blake Payson. Draba asterophora ingår i släktet drabor, och familjen korsblommiga växter. Inga underarter finns listade i Catalogue of Life.